# احمد عجب
احمد عجب (عربی: أحمد سعد عجب العازمي؛ زادهٔ ۱۳ مهٔ ۱۹۸۴) بازیکن فوتبال اهل کویت بود.
از باشگاه‌هایی که در آن بازی کرده‌است می‌توان به باشگاه ورزشی القادسیه کویت، باشگاه ورزشی النصر کویت، باشگاه فوتبال الشباب عربستان سعودی، باشگاه ورزشی السالمیه کویت، و باشگاه فوتبال ستاره ساحلی اشاره کرد.
وی همچنین در تیم ملی فوتبال کویت بازی کرده‌است.